# Temple protestant de Fontainebleau
Le temple protestant de Fontainebleau est un édifice religieux protestant du XIXe siècle situé à Fontainebleau, en France. La paroisse est membre de l'Église protestante unie de France.

## Situation et accès
L'édifice est situé au no 3 de la rue Béranger, non loin du centre-ville de Fontainebleau, et plus largement au sud-ouest du département de Seine-et-Marne. La parcelle sur laquelle il se trouve est délimitée par deux bâtiments résidentiels et une grille à l'avant ; sa dépendance située à l'arrière est accessible par une allée à sa droite.

## Histoire

### Contexte
En 1843, une Église reformée, rattachée dans le cadre des articles organiques[réf. souhaitée] au Consistoire de Meaux, est créée à Fontainebleau. Le culte est alors célébré dans une chapelle sise 39 rue de la Paroisse jusqu'en 1870,. Il est par la suite déplacé dans un local provisoire sis 1 rue des Petits-Champs en attendant la construction d'un temple.

### Construction
Le président du conseil presbytéral ayant fait une demande de subvention pour la construction du temple, le conseil municipal, dans sa séance du 12 mai 1893 renvoie celle-ci aux commissions du budget et du contentieux ; le conseil vote finalement, dans sa séance du 13 juin, 2 000 francs pour l'érection du temple (une proposition pour 3 000 ne recueillant que 3 voix),. L'architecte Augustin Rey est désigné pour établir les plans du nouvel édifice et les travaux de construction débutent le 24 août 1893. Début juin 1894, il est annoncé comme « prochainement terminé » avec une cérémonie d'inauguration planifiée,.

### Inauguration
L'inauguration a lieu le 24 juin 1894, à 15 h. La communauté protestante se présente à l'événement, notamment de Fontainebleau, et également en provenance de Melun, Nemours, Montereau[Lequel ?], Moret-sur-Loing, Le Mée-sur-Seine et Ouzouer[Lequel ?]. La Municipalité de Fontainebleau et de nombreux habitants assistent aussi à la cérémonie : le temple, ainsi que les couloirs et les tribunes sont combles.
Au cours de la cérémonie, des chœurs — composés de jeunes filles, élèves des Ruches et celles des « dames de l'église » — chantent plusieurs psaumes et des cantiques.
La consécration du temple est faite par M. Bouvier, président du Consistoire de Meaux. S'ensuit une prise de parole par le pasteur Farjat, qui remercie le Conseil municipal, des amis et donateurs qui ont permis l'élévation de cet édifice. La prédication est faite par le pasteur Benjamin Couve, président du Consistoire réformé de Paris et pasteur au temple protestant de Pentemont.

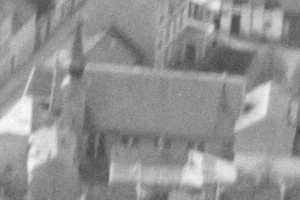
Vue aérienne du temple, en avril 1935.

## Structure

### Extérieur
L'extérieur adopte un style néo-byzantin. La façade se caractérise essentiellement par un large porche — qui porte l'inscription « église réformée » —, une rosace et un clocher sur le côté droit.

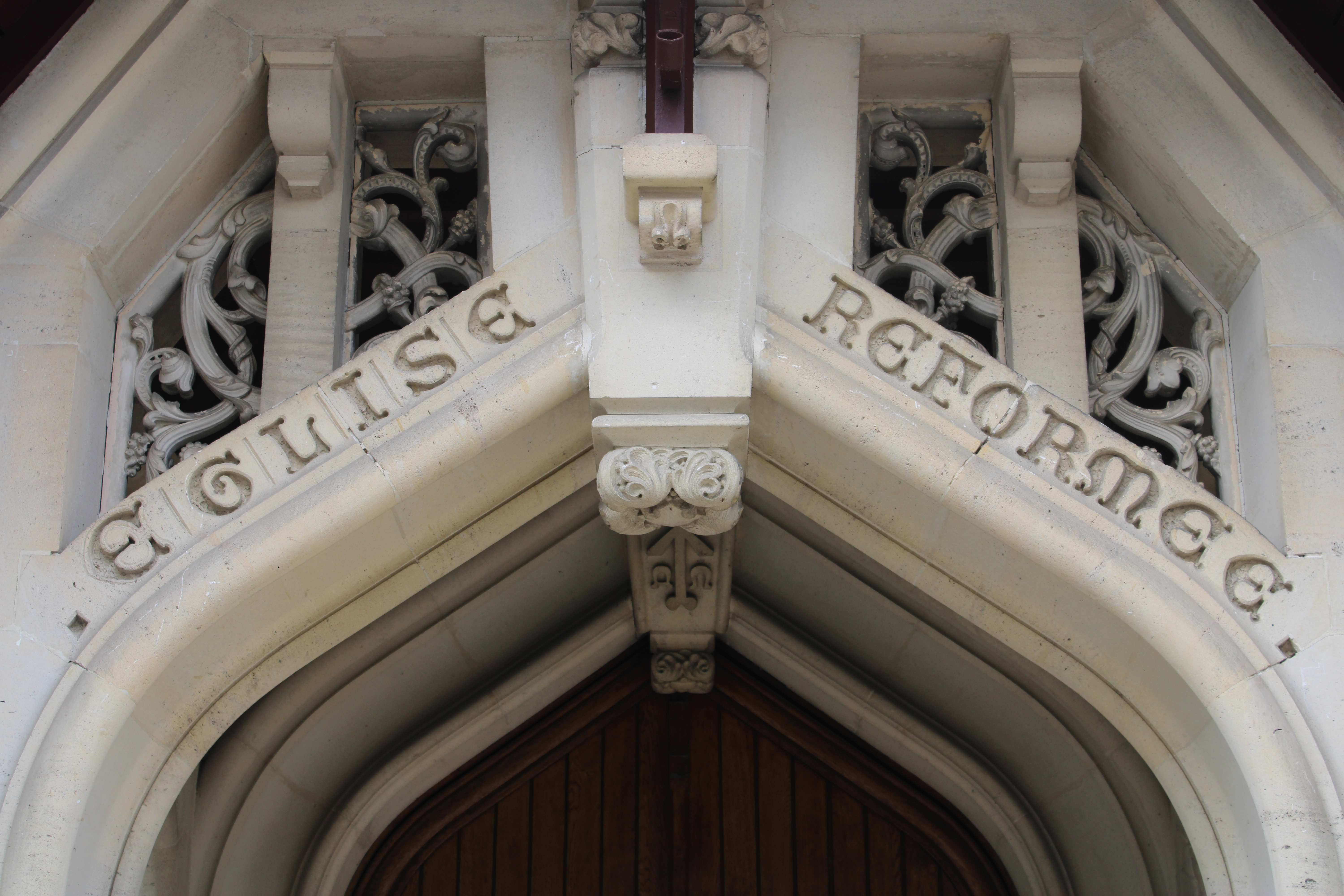
Inscription « église réformée » sur le porche.
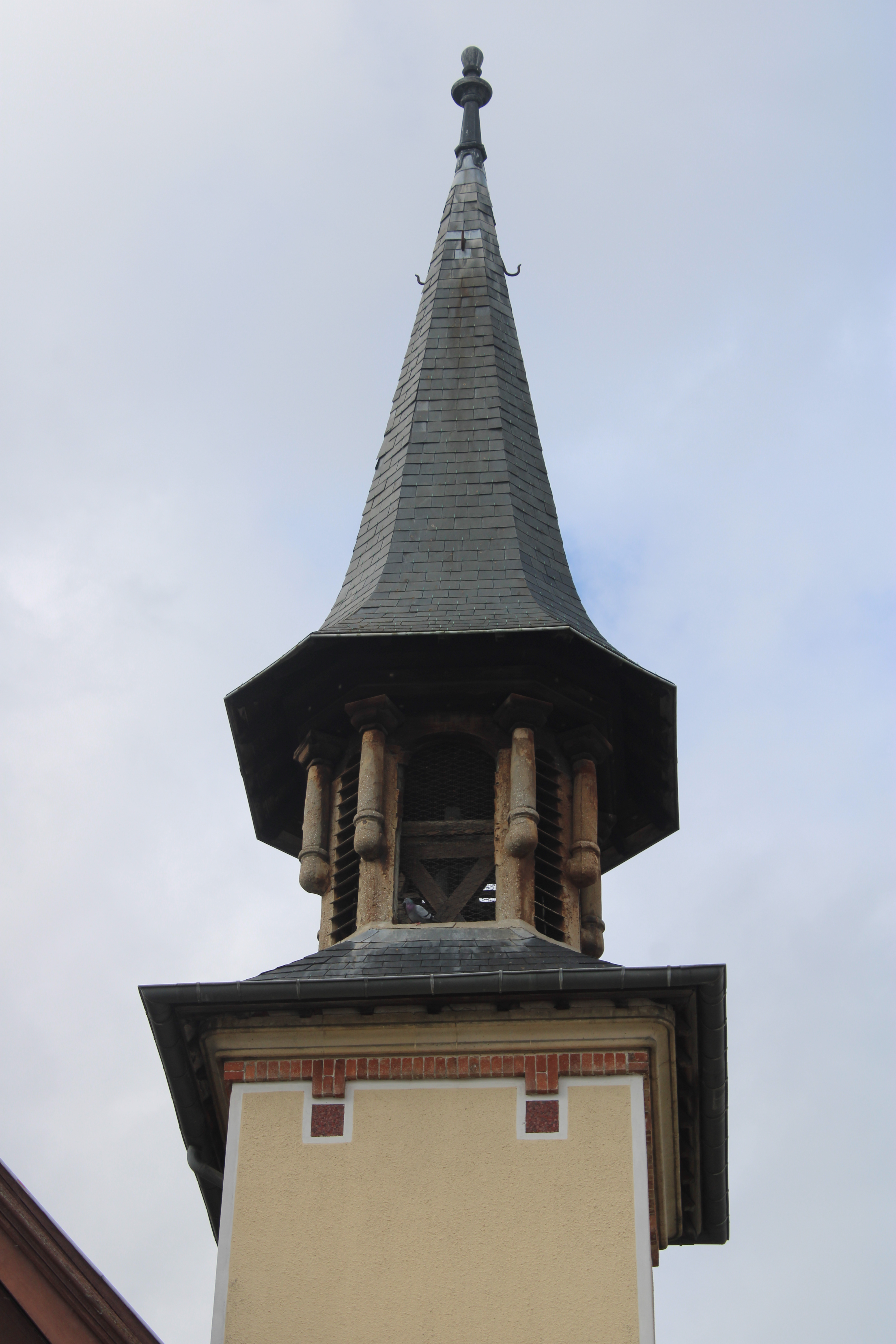
Clocher.
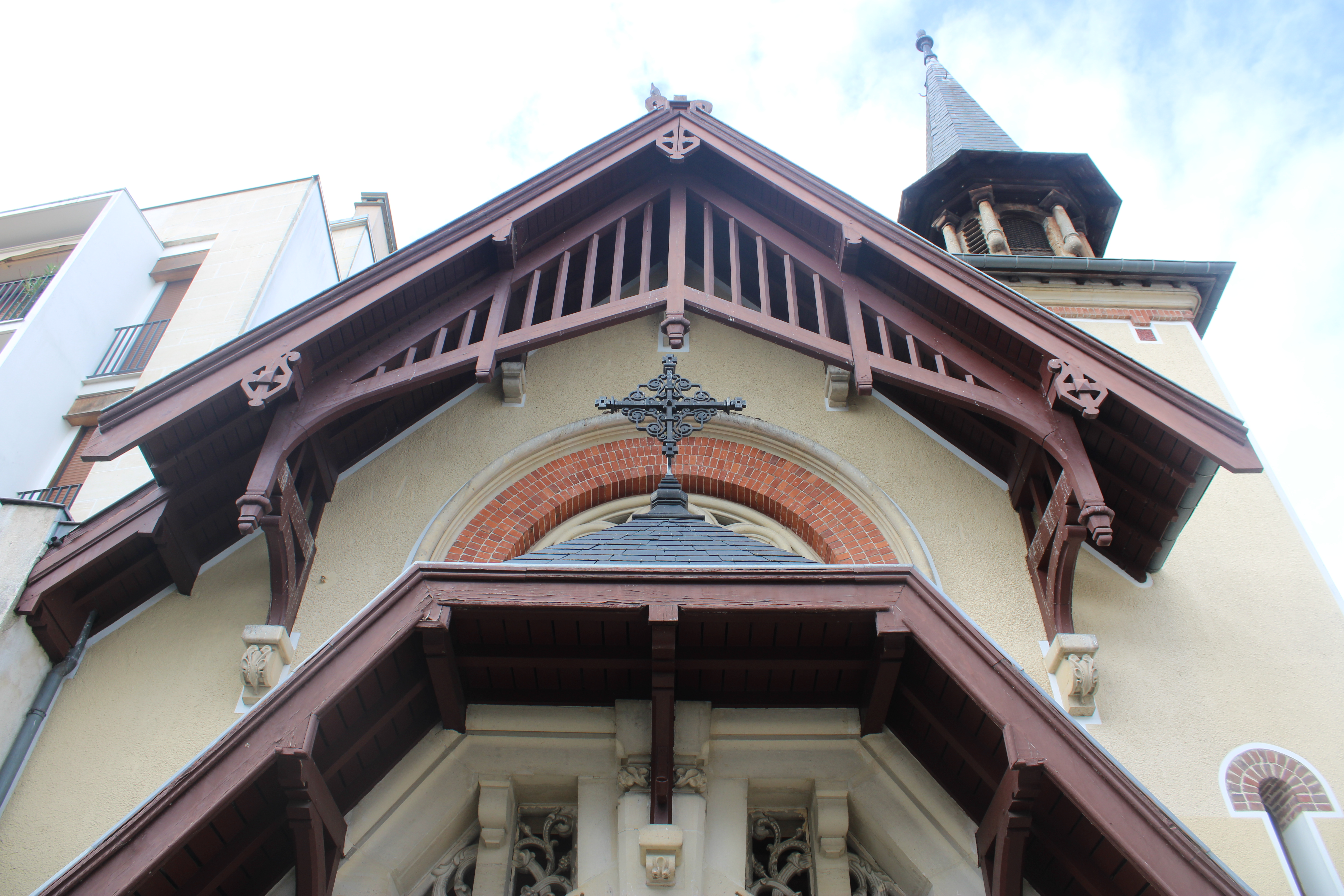
Vue de la façade en contre-plongée.

### Intérieur
Une croix est sculptée dans chacune des colonnes de bois. Elles sont encastrées dans le mur et supportent la toiture.